# Abtei Saint-Georges (Rennes)

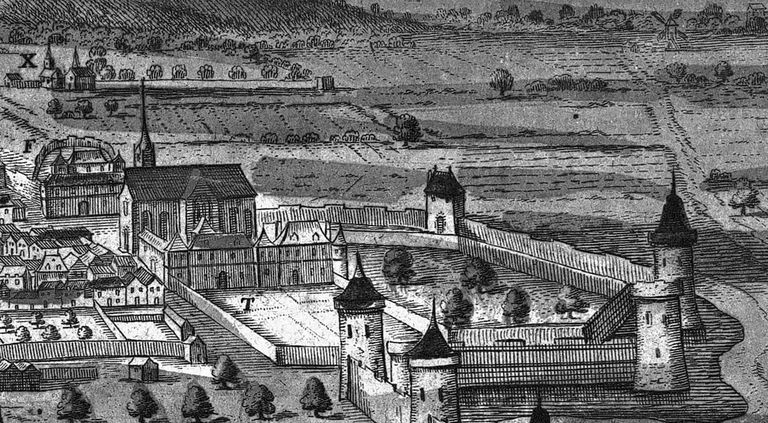
Die Abtei Saint-Georges im Jahr 1644 (Anonym)

Die Abtei Saint-Georges in Rennes ist ein ehemaliges Frauenkloster der Benediktiner, das zwischen 1024 und 1034 von Herzog Alain III. von Bretagne für seine Schwester Adèle gegründet wurde. Das Kloster und Teile der Stadt wurden Ende des 12. Jahrhunderts von König Heinrich II. von England niedergebrannt. Bis zur Erweiterung der Stadtmauern 1448 lag das Kloster außerhalb der Stadt.
Die Abteikirche wurde um 1820 abgerissen. An seiner Stelle befinden sich heute das Schwimmbad Saint-Georges und das Palais Saint-Georges.

## Äbtissinnen
- Liste der Äbtissinnen von Saint Georges